# Mistrzostwa Świata Kobiet w Biegach Ulicznych 1988
6. Mistrzostwa Świata Kobiet w Biegach Ulicznych – zawody lekkoatletyczne zorganizowane pod egidą IAAF w Adelaide w 1988 roku. Rywalizowano w biegu na dystansie 15 kilometrów. 

## Rezultaty
| Konkurencja:  | 1. miejsce         | Rezultat | 2. miejsce   | Rezultat | 3. miejsce   | Rezultat |
| Indywidualnie | Ingrid Kristiansen | 48:24    | Wang Xiuting | 50:18    | Zoja Iwanowa | 50:28    |
| Drużynowo     | ZSRR               | 21 pkt.  | Chiny        | 31 pkt.  | Portugalia   | 37 pkt.  |